# غونار فيشر
غونار فيشر (بالسويدية: Gunnar Fischer)‏ هو مشغل كاميرا ومصور سينمائي سويدي، ولد في 18 نوفمبر 1910 في Ljungby ‏ في السويد، وتوفي في 11 يونيو 2011 في ستوكهولم في السويد.

## وصلات خارجية
- غونار فيشر على موقع IMDb (الإنجليزية)
- غونار فيشر على موقع ألو سيني (الفرنسية)
- غونار فيشر على موقع أول موفي (الإنجليزية)
- غونار فيشر على موقع قاعدة بيانات الأفلام السويدية (السويدية)
- غونار فيشر على موقع قاعدة بيانات الفيلم (الإنجليزية)
- غونار فيشر على موقع كينوبويسك (الروسية)